# Nghĩa Hiếu
Nghĩa Hiếu là một xã thuộc huyện Nghĩa Đàn, tỉnh Nghệ An, Việt Nam.
Xã Nghĩa Hiếu có diện tích 15 km², dân số năm 1999 là 2550 người, mật độ dân số đạt 170 người/km².